# Покутинский, Филип
Филипп Роман Покутинский (пол. Filip Roman Pokutyński, 23 августа 1829 Варшава — 28 октября 1879 Краков) — польский архитектор.

## Биография
Окончил Технический институт в Кракове (1842–1847) и Берлинскую академию архитектуры (1849–1851). Учился также во Франции и Италии. Совместно с Юзефом Недзвецким вел собственное архитектурное бюро в Кракове. Проектировал здания в разных стилях историзма (преимущественно неоренессанса). На его творчестве в значительной мере отразились идейные основы Карла Фридриха Шинкеля. С 1856 года — профессор строительства в Краковском техническом институте. Автор публикаций по истории архитектуры. Кавалер Ордена святого Сильвестра. Отец архитектора Юзефа Покутинского. Некоторое время работал во Львове. В 1871—1873 годах был членом городского совета Львова, первой каденции, избранного по закону 1870 года. Сложил полномочия преждевременно. Скончался в Кракове, похоронен на Раковицкому кладбище в семейном склепе Мончинских, Покутинских и Чехов, на поле La.
Сооружения в Кракове
- Собственный трехэтажный дом архитектора на улице Кармелитской (ныне № 29), спроектированный совместно с Юзефом Недзвецким 1874 года. Интерьер содержит живописные украшения выполнены 1876 года Ф. Штаудингером.
- Дом Научного общества на улице Славковского, 17 на углу с улицей св. Марка (1857–1864). Каменные консоли сеней и терракотовые скульптурные украшения фасада выполнил скульптор Парис Филиппи, росписи интерьеров (утраченные) — живописец Густав Линдквист. После преобразования общества в Академию знаний помещений оказалось мало и Покутинскому поручено спроектировать достройку, реализованную в 1875–1877 годах. 1911–1913 года состоялась перестройка по проекту Юзефа Пакеса и Вацлава Кшижановского. Очередная перестройка проведена в 1951 году.
- Костел Наисвятейшего Сердца и монастырь сестер-шариток на улице Варшавской (1869–1871).
- Костел святого Винсента де Поля на улице св. Филиппа, 19.
- Дворец Огинских и Потулицких на нынешней улице Пилсудского, 4 (1879).

Сооружения в Львове
- Казино на нынешнем проспекте Шевченко, 13 (1874–1876, соавтор Людвик Вежбицкий, скульптор Леонард Маркони)[5]
- Дворец графини Изабеллы Дидушицкой на нынешней улице Стефаника, 3 (1872–1873)[6]
- Здание Ипотечного банка на площади Галицкой, 15 (1872)[7].
- Вилла в швейцарском стиле на улице Франко, 121 возле костела св. Софии. Построена как санаторий для детей по заказу сестер шариток. Проект 1872 года, реализован в 1873-м. Виллу сильно повредили во время боев 1944 года[8].
- Часовни семей Кшечуновичей и Кисельков на Лычаковском кладбище во Львове[9][10].

В других населенных пунктах
- Неоготическая вилла Милевских в селе Пекары под Краковом (1857–1865). Интерьеры были украшены в стиле итальянского неоренессанса и английской неоготики (не сохранились). Проект экспонировался 1857 в Кракове на ежегодной выставке Общества друзей изящных искусств. В 1865 году Покутинский выдал литографический альбом с рисунками вилла (Willa w Piekarach, изд. autolitograficzne w 14 tablicach, Kraków 1865.).
- Ратуша в Ивано-Франковске. Проект Анастази Пшибиловского 1869 года, через год модифицированный Покутинским, реализованный в 1871 г. Здание, стилистически решено преимущественно в формах неоклассицизма, состояла из удлиненного двухэтажного корпуса с сильно доминирующей трехъярусной башней. Ратушу разобрали перед 1929 годом для строительства новой.[11]
- Госпиталь сестер шариток в Рогатине. Проект 1873 года, реализовывался в 1875 г., окончательно закончен в 1882-м.[12]

- Вилла Милевских в Пекарах (1857—1865)
- Ивано-Франковская ратуша (1871)
- Интерьер костела шариток у Кракове (1871)
- Бывший ипотечный банк во Львове (1872).
- Казино на пр. Шевченко, 13 во Львове (1876)
- Костел Винсента де Поля на ул. св. Филипа, 19 в Кракове (1877)
- Часовни Кшечуновичей и Кисельков на Лычаковском кладбище во Львове
- Дворец Огинских и Потулицких в Кракове (1879)